# Catedrala Sfânta Maria Magdalena din Varșovia
Catedrala Sfânta Maria Magdalena din Varșovia este principalul lăcaș de cult al Bisericii Ortodoxe Poloneze. Edificiul a fost construit în anii 1867-1869, în timpul ocupației rusești a Varșoviei. Principalul ctitor a fost guvernatorul Vladimir Cherkassky⁠(en)[traduceți]. Țarina Maria de Hessa a finanțat icoana Mariei Magdalena, sfânta ocrotitoare a bisericii.
Catedrala a fost declarată monument istoric în anul 1965.